# 大韓民国国家非常企画委員会
国家非常企画委員会（こっかひじょうきかくいいんかい）は戦時・事変、その他これに準ずる国家非常事態に備えるために国家安全保障に関連する諸般企画、統制及び調整に関する事項を調査・研究し、確認する業務を遂行 する大韓民国国務総理所属の中央行政機関。国家安全保障会議の傘下機関である。
2008年2月29日政府組織法改正により、行政安全部に吸収された。

## 沿革
- 1965年2月2日 - 国家安全保障会議傘下に民防衛改善委員会設置。
- 1966年5月20日 - 民防衛改善委員会を解体し、国家動員体制研究委員会を設置。
- 1968年1月21日 - 国家動員体制研究委員会に総務会計班を構成。
- 1969年3月24日 - 非常企画委員会設置。
- 1984年8月4日 - 国務総理補助機関に所属変更[2]。
- 2007年7月28日 - 国家非常企画委員会に名称変更[3]。
- 2008年2月29日 - 行政安全部に吸収・統合。

## 組織
委員会は委員長（次官級）1人、常任委員2人及び15人以内の非常任委員で構成される。常任委員のうち1人は事務処長を兼任する。委員長の下には委員会業務の対外公表に関する事項を補佐する代弁人を置き、政策広報管理官がこれを兼任する。

### 事務処
- 事務処長
  - 政策広報管理官
    - 革新企画チーム（管理官の補佐）
    - 広報法務チーム（管理官の補佐）
    - 非常対備政策研究チーム（管理官の補佐）
    - 情報化企画チーム（管理官の補佐）

  - 総務課
  - 非常計画局
    - 人力装備情報担当官（局長の補佐）
    - 動員政策課
    - 政府機能課
    - 財政産業動員課

  - 非常対備教育訓練局
    - 練習訓練担当官（局長の補佐）
    - 非常対備人力運営担当官（局長の補佐）
    - 教育評価課

## 関連事項
- アメリカ国土安全保障省(DHS)